# Römisches Statut des Internationalen Strafgerichtshofs
Das Römische Statut des Internationalen Strafgerichtshofs (in der Schweiz und Liechtenstein Römer Statut des Internationalen Strafgerichtshofs, oft auch nur als Rom-Statut bezeichnet) ist die vertragliche Grundlage des Internationalen Strafgerichtshofs (IStGH) mit Sitz in Den Haag.

## Geschichte
Die Bemühungen zur Errichtung eines internationalen Strafgerichtshofs reichen bis in die Zwischenkriegszeit zurück. Nach dem Ersten Weltkrieg und vor dem Hintergrund der Versailler Friedensverhandlungen wollten die Alliierten und mit ihnen verbündete Mächte Verfahren gegen einzelne Deutsche führen, die bei der Kriegführung des Deutschen Reiches eine tragende Rolle gespielt hatten. Dieses Vorhaben scheiterte zwar, doch in der Folge formierten sich international Völkerstrafrechtler, um mit je nach ihrer Herkunft unterschiedlichem Antrieb die Gründung eines internationalen Strafgerichtshofs zu forcieren – der Versuch dieser Gruppe scheiterte im Jahre 1937 mit der internationalen Ablehnung einer entsprechenden Initiative des Völkerbundes. Charakteristisch für die früheren Bemühungen um einen transnationalen Strafgerichtshof war die Tatsache, dass der Schutz staatlicher Strukturen und deren Souveränität gegenüber außerstaatlicher Aggression den Vorrang vor dem Schutz des Einzelnen vor dem eigenen Staat hatte. In diesem Sinne ging es auch in den Nürnberger Prozessen von 1945 um die Bestrafung der Mitwirkung an Angriffskriegen und um Kriegsverbrechen, also um Verbrechen im zwischenstaatlichen Bereich. Verbrechen gegen die Menschlichkeit wurden nur verfolgt, wenn sie sich in Zusammenhang mit einem Angriffskrieg oder mit Kriegsverbrechen bringen ließen. Vor dem Hintergrund des Kalten Krieges scheiterten Versuche zur Installierung eines Strafgerichtshofes am Widerstand insbesondere der USA und der Sowjetunion; nicht zuletzt weil sie fürchteten, dass eigenes Verhalten Gegenstand eines internationalen Straftribunals werden könnte. In den siebziger Jahren dann wurde die Menschenrechtsbewegung zu einem wichtigen Akteur internationaler Beziehungen. Es kam zu einem Wiedererstarken der völkerstrafrechtlichen Idee. Die Menschenrechtsbewegung lenkte die öffentliche Aufmerksamkeit zudem intensiver auf Menschenrechtsverletzungen, die jenseits von Kriegen von Regierungen an der eigenen Bevölkerung begangen wurden. Die Amnestiepolitik ehemals diktatorisch regierter Staaten wie u. a. Argentinien, Uruguay oder Portugal gegenüber ehemaligen Regierungsvertretern, die eine juristische Verfolgung ihrer Verbrechen unmöglich machte, sorgte dafür, dass sich die Menschenrechtsbewegung seit Ende der achtziger Jahre verstärkt bemühte, innenpolitische Hürden bei der Ahndung von Menschenrechtsverletzungen zu überwinden. Nach dem Ende des Kalten Krieges entdeckten auch Regierungen das Völkerstrafrecht für sich, darunter auch die USA, die das Römische Statut dennoch bis heute nicht ratifiziert haben.
Das Römische Statut geht außerdem zurück auf zahlreiche Resolutionen der Generalversammlung der Vereinten Nationen, die zu einer Kodifizierung von Prinzipien über die Bestrafung von Kriegsverbrechen und Verbrechen gegen die Menschlichkeit aufriefen, sowie auf verschiedene Vorarbeiten der Völkerrechtskommission. Im Juni und Juli 1998 fand in Rom eine Staatenkonferenz statt, die das dort ausgearbeitete Statut am 17. Juli 1998 annahm. Es konnte sodann bis zum 31. Dezember 2000 unterzeichnet werden – eine Möglichkeit, von der insgesamt 139 Staaten Gebrauch machten. Seitdem war bzw. ist noch immer ein Beitritt möglich.
Nach seinem Art. 126 tritt das Statut am ersten Tag des Monats in Kraft, der auf den sechzigsten Tag nach Hinterlegung der sechzigsten Ratifikations- bzw. Beitrittsurkunde beim Generalsekretär der Vereinten Nationen folgt. Diese Bedingung war erfüllt, als am 11. April 2002 zehn Staaten gleichzeitig ihre Ratifikationsurkunden hinterlegten, sodass das Statut am 1. Juli 2002 in Kraft treten konnte.

## Vertragsstaaten

125 Staaten sind dem Rom-Statut zum Internationalen Strafgerichtshof (IStGH) beigetreten (Stand Januar 2025). Es handelt sich dabei um 33 afrikanische, 19 asiatisch-pazifische, 20 osteuropäische, 28 lateinamerikanische und karibische sowie 25 westeuropäische und andere Staaten. 31 Staaten unterzeichneten das Statut, ratifizierten es aber nicht. Von den 5 ständigen Mitgliedern des UN-Sicherheitsrates ratifizierten die USA, Russland und die Volksrepublik China das Statut nicht.
Die US-Regierung unterzeichnete im Jahr 2000 das Statut des IStGH. Präsident Bill Clinton argumentierte aber zugleich, dass er das Rom-Statut nicht ratifizieren wolle, solange den USA keine ausreichende Möglichkeit geboten würde, den Internationalen Strafgerichtshof und dessen Funktionsweise über einen längeren Zeitraum zu überprüfen. 2002 erklärte die US-Regierung die völkerrechtlich unübliche, aber zulässige Rücknahme der Unterzeichnung und setzte zudem am 2. August 2002 den American Service-Members’ Protection Act zum Schutz von US-Bürgern vor dem IStGH in Kraft. Israel schloss sich dem Verhalten der USA an und nahm seine Unterzeichnung ebenfalls nachträglich zurück.
Von den 193 Mitgliedstaaten der Vereinten Nationen sind damit 121 dem Statut beigetreten (die Cookinseln sind kein UN-Mitgliedstaat; die palästinensischen Autonomiegebiete sind Staat mit Beobachterstatus), 31 haben es unterzeichnet, aber nicht ratifiziert, und 41 haben das Statut nicht unterzeichnet.

## Inhalt
Das IStGH-Statut legt Funktion und Struktur des Gerichts sowie die Regeln für seine Rechtsprechung fest, das sich mit den schlimmsten Verbrechen von Individuen beschäftigen soll. Insbesondere begründet es eine Gerichtsbarkeit für die strafrechtliche Verfolgung von Völkermord, Verbrechen gegen die Menschlichkeit, Kriegsverbrechen sowie das Verbrechen der Aggression. Die Zuständigkeit des Gerichtshofes ist weiterhin auf Verbrechen beschränkt, die auf dem Territorium eines Vertragsstaates oder durch einen Staatsangehörigen eines Vertragsstaates sowie zeitlich nach Inkrafttreten des Statuts begangen wurden. Dies gilt jedoch nur unter der Bedingung, dass die zuständige nationale Strafgerichtsbarkeit keine Ermittlungen durchführt oder angemessene Ermittlungen durchgeführt hat oder nicht willens oder in der Lage ist, eine angemessene Strafverfolgung durchzuführen.
Einen Sonderfall stellt eine Überweisung eines Falls an den IStGH durch den Sicherheitsrat der UN dar. In solch einem Fall ist weder das Territorialitätsprinzip noch das Personalitätsprinzip für die Zuständigkeit des IStGHs notwendig. Umstritten zwischen Völkerrechtlern ist, ob bei einer Überweisung des Sicherheitsrates auch die Untätigkeit nationaler Gerichte notwendig ist.
Das IStGH-Statut, das der IStGH-Richter Hans-Peter Kaul als den wichtigsten internationalen Vertrag neben der UNO-Charta einstuft, legt außerdem die für das Gericht geltenden allgemeinen Grundsätze des Strafrechts fest, wie Nulla poena sine lege, Rückwirkungsverbot, individuelle strafrechtliche Verantwortlichkeit, Unerheblichkeit der amtlichen Eigenschaft.

## Versammlung der Vertragsstaaten und Weiterentwicklung des Statuts

### Versammlung der Vertragsstaaten
Der IStGH wird institutionell von der Versammlung der Vertragsstaaten des Rom-Statuts überwacht. Sie trifft sich jährlich einmal am Sitz des IstGH oder der UN. Jeder Vertragsstaat hat einen stimmberechtigten Vertreter. Staaten, die das Rom-Statut oder die Schlussakte unterzeichnet haben, können als Beobachter an der Versammlung teilnehmen.
Die Versammlung hat insbesondere die Verwaltungsaufsicht über das Präsidium, den Ankläger und den Kanzler des IStGH, sie beschließt das Budget des IStGH und gibt Empfehlungen ab. Sie wählt den Ankläger und die 18 Richter des Gerichtshofes. Sie ist auch zuständig für den Erlass der Prozessordnung.
Die erste Tagung fand im September 2002 in New York statt. Die 1. Überprüfungskonferenz des Römischen Statuts tagte vom 31. Mai bis 11. Juni 2010 in Kampala (Uganda). Die 12. Versammlung vom 20. bis 28. November 2013 in Den Haag stand unter massivem politischen Druck der afrikanischen Vertragsstaaten. Sie erzwangen in der Prozessordnung des IStGH eine Ausnahme von der Anwesenheitspflicht des Angeklagten. Angeklagte, die «ausserordentliche öffentliche Verpflichtungen auf höchster nationaler Ebene» wahrnehmen, dürfen sich neu durch einen Anwalt vertreten lassen.

### Änderungen des Statuts
Änderungen des Statuts richten sich nach den in den Artikeln 121 und 122 vorgesehenen Verfahren. Eine Änderung muss von einem Vertragsstaat wiederum ratifiziert werden, damit sie für ihn in Kraft tritt.
Zwei Änderungen des Römischen Statuts wurden an der 1. Überprüfungskonferenz in Kampala von den Vertragsstaaten einstimmig angenommen. Es handelt sich dabei um die am 10. Juni 2010 angenommenen Änderungen des Artikels 8 und um die am 11. Juni 2010 angenommenen Änderungen in Bezug auf das Verbrechen der Aggression.